# Kostel svatého Petra a Pavla (Podivín)
Kostel svatého Petra a Pavla v Podivíně patří k nejstarším památkám, které se v Podivíně nacházejí. Jde o stavbu středověkého původu, která se nedochovala v původní podobě, protože v průběhu staletí prošla vývojovou řadou více či méně výrazných stavebních úprav a přestaveb. Chrám stojí na nejvyšším bodě města, na starém, urovnaném hřbitově a do nynější podoby byl vystavěn v letech 1791–1794 nákladem náboženského fondu. Kostel byl vybudován na místě starého, malého a sešlého kostela, jenž hrozil spadnutím.

## Historie

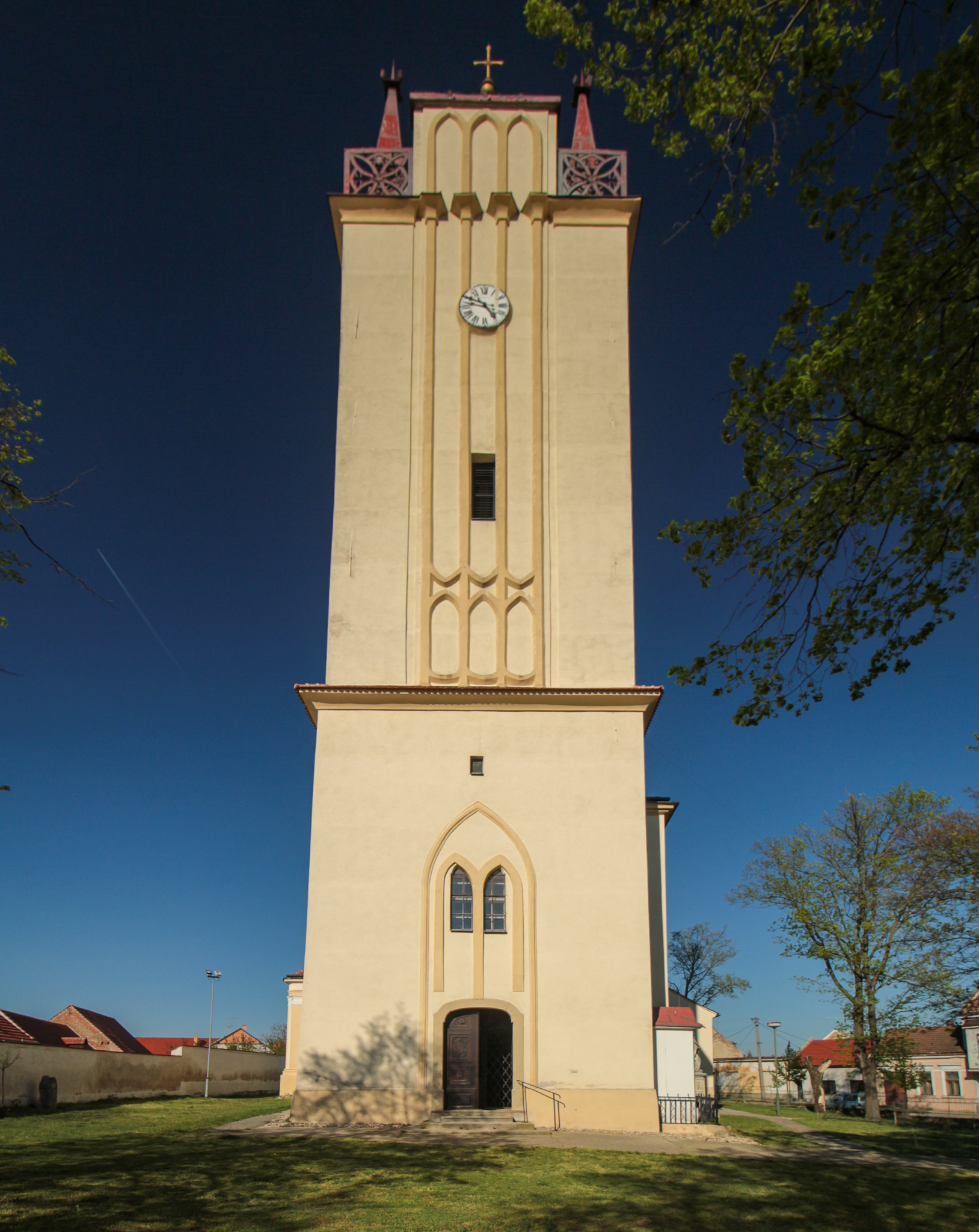
Neobvyklá věž kostela

Kostel v Podivíně stával již v 11. století. Dle písemných dokladů totiž byla v Podivíně duchovní správa již v roce 983. Kostel byl původně dřevěný a byl vystavěn v románském slohu, ve 14. století pak byl přestavěn ve slohu gotickém. Dá se předpokládat, že původní kostel stával na jiném místě, než stojí dnešní kostel, jelikož se zbytky původní stavby našly mnohem níže.
Počátky stavby dnešního kostela sv. Petra a Pavla v Podivíně sahají do 1. pol. 13. století. Jde o jednolodní stavbu s polygonálním závěrem kněžiště. Po stranách lodi byly postupně proti sobě přistavěny kaple, sv. Jana Nepomuckého v 1. pol. 18. století a kaple sv. Anny roku 1850. K západnímu průčelí přiléhá mohutná hranolová věž, která je charakteristickou dominantou obce a širokého okolí. V 17. století byla kvůli válečným událostem těžce poškozena a v roce 1715 znovu dostavěna. V tomto roce dostala věž nové zastřešení ve tvaru cibulové báně, kterým byl také zastřešen dnes již neexistující sanktusník. Dnešní věž získala svou zajímavou a netradiční neogotickou podobu v roce 1829. V tomto roce střechu poničil veliký vítr, a tak dal kníže Jan z Lichtenštejna barokní cibulovou střechu s lucernou snést a za pomoci vlastních financí postavil stávající, s pěti věžičkami. Poslední zásadnější přestavba, která se týkala především interiéru kostela novým zaklenutím lodi, presbytáře a prostoru pod kruchtou pruskými klenbami mezi pasy, pochází z konce 18. století.

## Románský portál
K nejstarším a nejcennějším stavebním článkům patří pozdně románský portál v severní zdi lodi kostela, který je časově řazený do 1. pol. 13. století. Portál byl odkryt při opravě fasády v roce 1927 spolu se zbytkem kvádříkového zdiva. Částečně se dochovala i původní polychromie kamene portálu spolu s torzem figurální malby v obloučkovitě lemovaném vlysu tympanonu.

## Vzhled kostela
Kostel má s přistavěnými dvěma kaplemi, kaple sv. Anny a kaple sv. Jana Nepomuckého, tvar kříže, dva vchody, tři oltáře a celkem je chudě vyzdoben. Kostelní věž, jež vyniká výškou, je zakončena na každém rohu věžičkou a uprostřed vížkou. Ve věži se nacházejí tři zvony ze zvonoviny (Petr a Pavel, Cyril a Metoděj, Karel a Pankrác), které sem byly instalovány roku 2011 a jeden menší zvon z železa, kterému se říká umíráček. Zvony ze zvonoviny se do kostelní věže vrátily po dlouhé době, jelikož původní zvony byly kostelu odebrány v první světové válce a byly nahrazeny železnými.

## Areál kostela

### Kaple svatých Cyrila a Metoděje

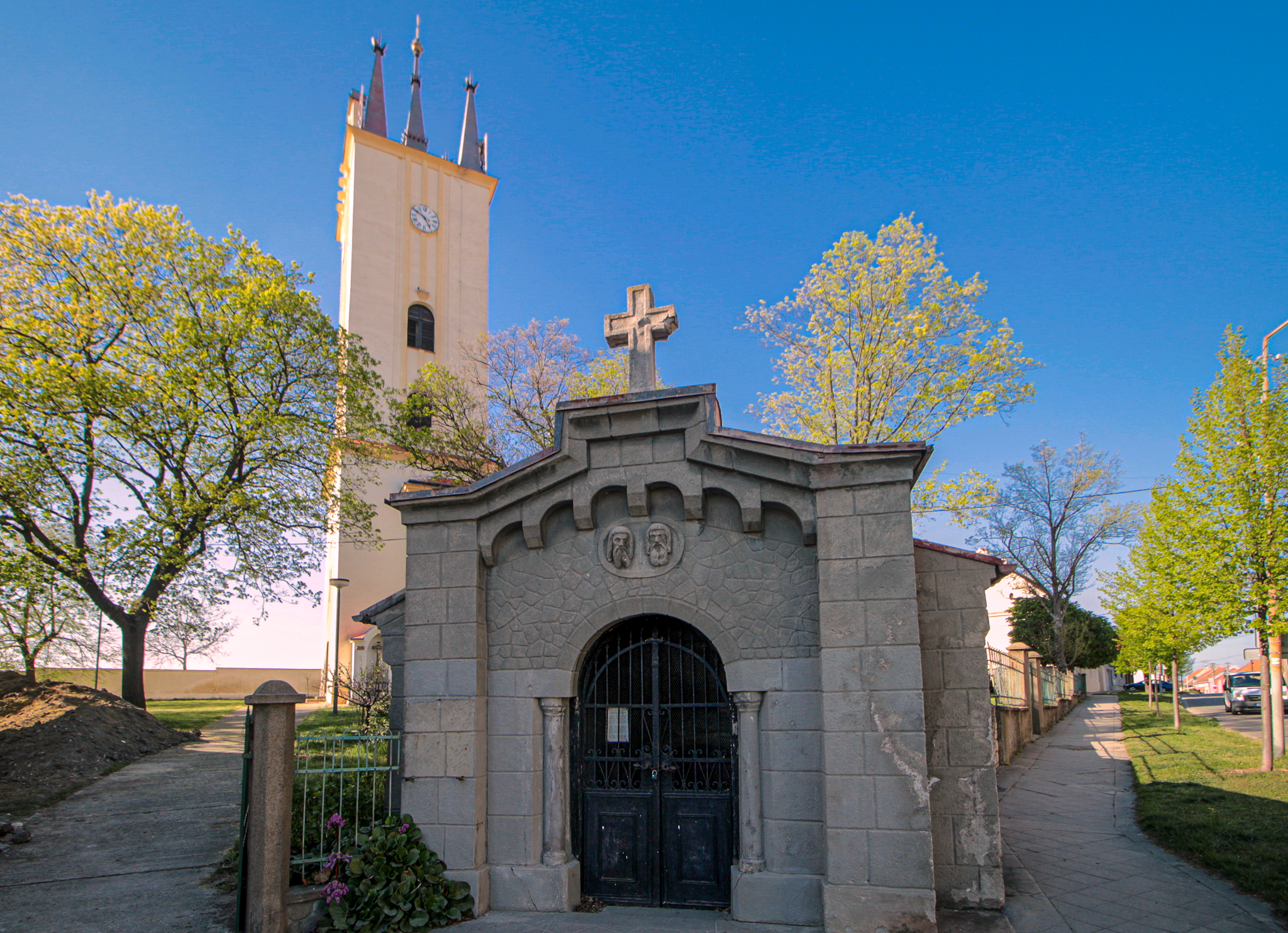
Kaple svatého Cyrila a Metoděje (Podivín)

V bezprostřední blízkosti kostela se nachází kaple sv. Cyrila a Metoděje. Její vznik spadá do stejného časového období jako stavba kostela, do 1. pol. 13. století. Centrální kaple s vodním pramenem na půdorysu šestihranu, zaklenutá kopulí s lucernou, je dnes zapuštěna do terénu. Při opravě v roce 1847 k ní byla v novorománském slohu přistavěna drobná stavba obdélného půdorysu s pravoúhlým závěrem a valeně zaklenuta.

### Fara
Do areálu kostela náleží budova fary, postavená roku 1746 na části starého původního hřbitova, farářem Antonínem Ferdinandem Dubraviem. Při požáru města v roce 1774 shořela i s hospodářskými objekty a stávající budova fary byla opět vystavěna v letech 1775–1777. Zajímavým prvkem v uliční fasádě této patrové volně stojící budovy obdélníkového půdorysu jsou tři pravoúhle uzavřené niky se segmentovou klenbičkou mezi okenními osami v patře. V nikách se nacházejí sošky – sv. Florián, Immaculata a sv. Vendelín. Tradičně se na domech objevuje pouze jedna nika pro umístění madony nebo světce.